# Little Shop of Horrors (musical)
|  | For andre betydninger, se Little Shop of Horrors |
Little Shop of Horrors (dansk titel: Gys i blomsterbutikken) er en musical med musik af Alan Menken og tekster af Howard Ashman, om den nørdede blomsterbutiksassistent Seymour der fremavler en blodtørstig, kødædende og snakkende plante. Musicalen er baseret på lav-budget filmen The Little Shop of Horrors (dansk titel: Gys i blomsterbutikken) fra 1960 af Roger Corman.
Allan Menken har komponeret musikken i stil med 1960'erne: rock and roll, doo-wop og tidlig Motown, og inkluderede flere showstoppere såsom Skid Row (Downtown, Somewhere that's Green, Suddenly Seymour og naturligvis titelmelodien Little Shop of Horrors. 
Musicalversionen havde premiere d. 6. maj, 1982, på WPA Theatre. Den åbnede udenfor Broadway på Orpheum Theatre d. 27. juli, 1982. Denne originale produktion, instrueret af Howard Ashman, blev rost af kritikerne og vandt flere priser, inklusiv New York Drama Critics Circle Award i 1982-1983 for bedste musical, Drama Desk Award for bedste musical og Outer Critics Circle Award..
Little Shop of Horrors valgte at blive kørende udenfor Broadway selvom det var blevet foreslået at flytte produktionen dertil, da manuskipt- og tekstforfatter Howard Ashman synes de var hvor de hørte til. Denne beslutning betød at produktionen kunne køre i 5 succesfulde år, men desværre også at de ikke kunne indstilles til de eftertragtede Tony Awards. 
Da forestillingen lukkede d. 1. november, 1987, efter 2.209 shows, var den den tredje længst kørende musical og den bedst indtjenende produktion udenfor Broadway i historien. 
Little Shop op Horrors blev genopsat i Virginia Theatre med premiere d. 2. oktober, 2003, og fik dermed sin debut på Broadway. Denne produktion lukkede igen den 22. august 2004, efter 372 forestillinger.

## Internationale opsætninger
Udover disse produktioner er musicalen blevet opført over hele verden, heriblandt i Buenos Aires, Sydney, Vienna, São Paulo, Toronto, Helsinki, Paris, Berlin, Athen, Budapest, Reykjavík, Jerusalem, Rom, Tokyo, Mexico City, Auckland, Oslo, Singapore City, Johannesburg, Madrid, Stockholm, Seinajoki, Vaasa, London og København. 

### Danske opsætninger
- Betty Nansen Teatret
- Odense Teater (2000/2001)
- Teatret Gorgerne i Portalen, Greve Teater- og Musikhus (2001)
- Greyhound Stage Company (2011)
- Musicaliber Aalborg (2022)

## Sangoversigt

### 1. akt
- Prolog/Little Shop of Horrors – Chiffon, Crystal, Ronnette
- Skid Row (Downtown) – Ensemble
- Da-Doo – Seymour, Chiffon, Crystal, Ronnette
- Grow for Me – Seymour
- Ya Never Know – Mushnik, Chiffon, Crystal, Ronnette, Seymour
- Somewhere That's Green – Audrey
- Closed for Renovation – Seymour, Audrey, Mushnik
- Dentist! – Orin, Chiffon, Crystal, Ronnette
- Mushnik & Son – Mushnik, Seymour
- Feed Me (Git It) – Audrey II, Seymour
- Now (It's Just the Gas) – Orin, Seymour
- Act I Finale – Chiffon, Crystal, Ronnette, Audrey II

### 2. akt
- Call Back in the Morning – Seymour, Audrey
- Suddenly, Seymour – Seymour, Audrey
- Suppertime – Audrey II
- The Meek Shall Inherit – Ensemble
- Sominex/Suppertime II – Audrey, Audrey II
- Somewhere That's Green (Reprise) – Audrey
- Finale Ultimo (Don't Feed the Plants) – Ensemble